# Tour de Groningue
Le Tour de Groningue (en néerlandais : Ronde van Groningen) est une course cycliste néerlandaise disputée au mois de mars dans la province de Groningue. Créée en 1979, elle est organisée par la  Noordelijke Wielervereniging Groningen.
L'épreuve accueille généralement plusieurs équipes continentales néerlandaises parmi son plateau.

## Palmarès
| Année | Vainqueur            | Deuxième            | Troisième              |
| ----- | -------------------- | ------------------- | ---------------------- |
| 1979  | Egbert Koersen       | Jans Vlot           | Jan Feiken             |
| 1980  | Dries Klein          | Frits Schür         | Egbert Koersen         |
| 1981  | Dries Klein          | Geert Schipper (de) | Frits Schür            |
| 1982  | Wim Jennen           |                     |                        |
| 1983  | Ebel Keizer          |                     |                        |
| 1984  | David Pots           |                     |                        |
| 1985  | Gert Jakobs          | Joop Ribbers        | Wim Meijer             |
| 1986  | Geert Schipper       | Joop Ribbers        | Albert Jansen          |
| 1987  | Wiebren Veenstra     | Dick Dekker         | Tom Cordes             |
| 1988  | Tonnie Teuben        | Michel Zanoli       | Ron Verwey             |
| 1989  | David Pots           | Edwin van Beek      | Harjan van Dam         |
| 1990  | Martijn Vos          | Tristan Hoffman     | Jilles Helmantel       |
| 1991  | Daan Bouquet         | Marcel Luppes (nl)  | Peter Stokje           |
| 1992  | Marcel Arntz (nl)    | Arend Dubbelboer    | Hans Paauwe            |
| 1993  | Tonnie Teuben        | Danny Snijder       | Henk Gijzen            |
| 1994  | Wietse Veenstra      | Arjan Vinke         | Thijs de Vries         |
| 1995  | Renger Ypenburg (nl) | Arjan Vinke         | Norbert Spikker        |
| 1996  | Albert Schurer       | Jan-Willem Blaauw   | Dick Dekker            |
| 1997  | Jeroen Hermes        | Rob Froeling        | Thorwald Veneberg      |
| 1998  | Jos Wolfkamp (nl)    | Herman Fledderus    | Hermann Sinnigen       |
| 1999  | Herman Fledderus     | Reinout van Dam     | Edwin Veen             |
| 2000  | Mathijs Loohuis      | René Kroes          | Hermann Sinnigen       |
| 2001  | Hielke Boersma       | Marcel Alma         | Marcel Nagengast       |
| 2002  | Harko Kievit         | Edwin Veen          | Sierd Steigenga        |
| 2003  | Frank Luikens        | Sierd Steigenga     | Marcel Nagengast       |
| 2004  | Bastiaan Krol        | Mathijs Loohuis     | Edwin Dunning          |
| 2005  | Cor van Leeuwen      | Bastiaan Krol       | Ton Slippens           |
| 2006  | Mathijs Loohuis      | Gerard van Dijk     | Marcel de Koning       |
| 2007  | Bert Lip             | Steven Peters       | Florian Smits          |
| 2008  | Bert-Jan Lindeman    | Marcel Alma         | Dennis Luyt            |
| 2009  | Theo Postma          | Roy Eefting         | Jeffrey van der Velden |
| 2010  | Cor van Leeuwen      | Jos Harms           | Ruud Fransen           |
| 2011  | Jim van den Berg     | Adrie Lindeman      | Martijn Knol           |
| 2012  | Niels de Blaauw      | Tom de Vreede       | Marco Hoekstra         |
| 2013  | Marco Hoekstra       | Gijs Strating       | Tom de Vaal            |
| 2014  | Daan Meijers         | Florian Smits       | Mitchell Huenders      |
| 2015  | Marco Hoekstra       | Daan de Groot       | Kevin Snijder          |
| 2016  | Jeff Vermeulen       | Rick Ottema         | Elmar Reinders         |
| 2017  | Tijmen Eising        | Wim Kleiman         | Rick Ottema            |
| 2018  | Rick Ottema          | Jasper Bovenhuis    | René Hooghiemster      |
| 2019  | Coen Vermeltfoort    | Jordi Meeus         | Arvid de Kleijn        |
| 2020  | Tijmen Eising        | Luuc Bugter         | Stijn Daemen           |